# Hypodynerus torresi
Hypodynerus torresi är en stekelart som beskrevs av Willink 1970. Hypodynerus torresi ingår i släktet Hypodynerus och familjen Eumenidae. Inga underarter finns listade i Catalogue of Life.